# ファブリシオ・ディアス
ファブリシオ・ディアス・バダラッコ（Fabricio Díaz Badaracco, 2003年2月3日 - ）は、ウルグアイ・カネロネス県ラパス出身のプロサッカー選手。カタール・スターズリーグ・アル・ガラファ所属。ポジションはミッドフィールダー。

## クラブ経歴

### リベルプール
2020年に16歳でリベルプールFCのトップチームに昇格。17歳の誕生日を前日に迎えた2月2日のスーペルコパ・ウルグアージャのナシオナル・モンテビデオ戦で、プロデビュー戦でいきなり先発出場。更に延長後半8分には、勝利を決定的にするプロ初ゴールも決め、4-2で勝利し、同カップ戦優勝に貢献。更に13日のコパ・スダメリカーナのジャネロス・デ・グアナレFC戦でも先発出場し、国際大会デビュー戦で2-0の勝利に貢献。19日のクラブ・プラサ・デ・デポルテス・コロニア戦で国内リーグデビュー戦でも先発出場し、1-0で勝利。以降ルーキーながら先発に定着し、10代ながら主力選手に定着した。

### アル・ガラファ
2023年9月18日、アル・ガラファに加入した。

## タイトル

### クラブ
リベルプール
- プリメーラ・ディビシオン: 2023
- スーペルコパ・ウルグアージャ: 2020

### 代表
ウルグアイ U-20
- FIFA U-20ワールドカップ: 2023